# Út (közlekedés)

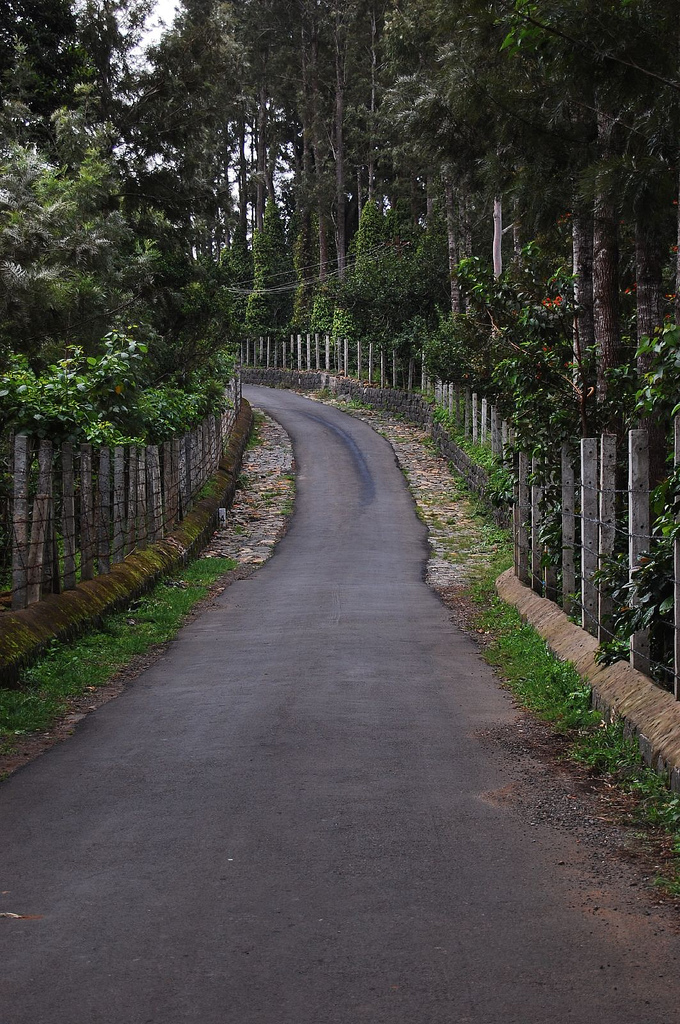
Aszfaltút

Út a forgalom lebonyolítására szolgáló, különböző tömegbírással rendelkező, lineáris, épített létesítmény. Lehet földút, amit gyalogos- vagy járműforgalom „taposott ki”, vagy burkolattal rendelkező műút, ami építőipari technológiával készült.

## Története

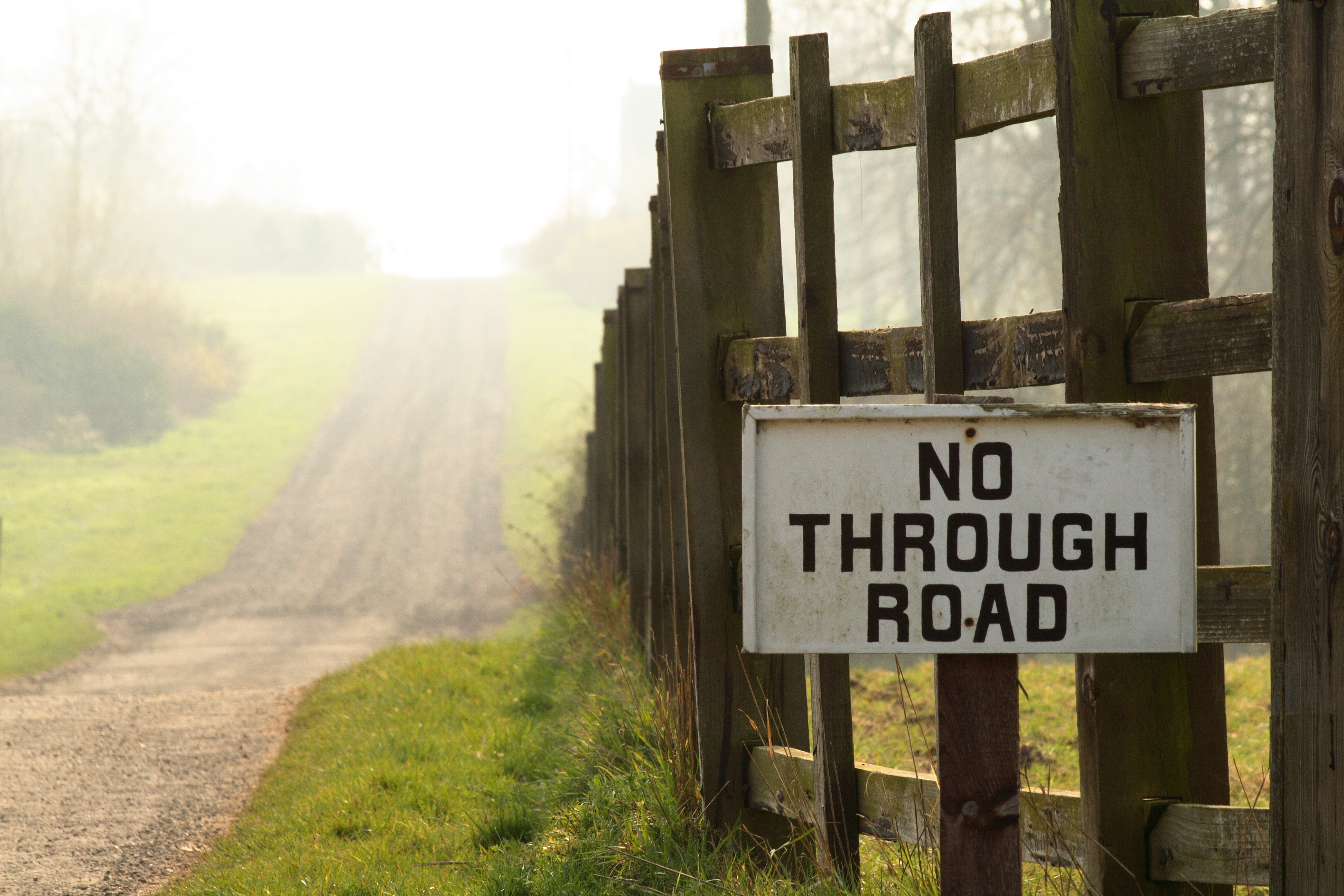
Zsákutcára figyelmeztető tábla egy mellékútnál

Út az ősidőkben úgy keletkezett, hogy egy csapás, egy ösvény, állat-, emberjárás vagy kerékcsapás az általuk feltört nyers földön - a folyamatos használat következtében - kitaposódott, állandósult, látható maradt.
Mai értelemben útról, vagyis mesterséges útról, mű útról, azaz műútról azon utak esetében beszélünk, amiket a rendszeres közlekedés igényeinek figyelembevételével - ügyelve a hordozó talaj minőségére, domborzati és vizlevezetési viszonyaira is -, a mindenkori műszaki tudomány szabályainak megfelelően terveznek és építenek meg.

### Ókor

#### Az első műutak
Az első épített utak az ókorban, Ázsiában, Mezopotámiában készültek. Az asszírok és a perzsák még csak arra ügyeltek, hogy útjaikat a rajtuk megálló víz ne rongálja meg, ezért azokat kissé domborúra képezték ki és mellette jobbra-balra szivárgó árkokat alakítottak ki.
Az ókori görögök az útjaikat ugyan nagy kövekkel kirakták, de a közlekedés szempontjából még nem képezték ki úgy, hogy azokat valódi műutaknak lehessen tekinteni.

#### Etruszk utak
Az első igazi műutakat az etruszkok építették, ugyanis az etruszkok az útjaikat alapozták is. Az erősen összeillesztett, lapos útburkoló köveket jól ledöngölt, vastag kavicságyra fektették. A domborítottan készített kocsiút mindkét oldalát széles, lapos kövekkel szegélyezték, amelyek a középen lévő úttestnek adott biztos támasztékot, egyben a gyalogjárók közlekedését segítette.

#### Római utak
A régi rómaiak nagy műútjai a következő rétegekből épültek fel: 
1. a kiásott útágyba egy vagy két sor, mészhabarccsal megerősített lapos kőalapzatot helyeztek
2. erre jött - ismét mészhabarcsba rakva - egy durva terméskő réteg (rudus)
3. majd erre, az elsőrendű hadi utak esetében, zúzottkőből és mészből álló betonszerű réteg (nucleus) került
4. végül az utat kövezettel borították, (summum dorsum), amelyet erősen lesulykoltak

A római út felosztása és méretei a következőek voltak: 
- középen a mintegy 5,25 m szélességű kocsiút
- ettől jobbra–balra voltak a gyalogjárók, mindegyik körülbelül 2,5 m széles (margines)
- a gyalogjárókat a kocsiúttól két oldalt, körülbelül 50 cm vastagságú falak választották el, amelyek az útból mintegy 40 cm-re emelkedtek ki, ezek a falak a gyalogjárókat védték, valamint pihenőhelyül is szolgáltak

A rómaiak tisztán hadi célokat szolgáló útjaik más felosztásúak voltak, ezeknél középen volt a légiók számára kiépített 4–7 m széles út, és ennek a szélein voltak a polgári közlekedésre szolgáló utak.
Augustus császár idejében a Római Birodalomban már 28 elsőrendű műút volt.

### Középkor
A középkorban Nagy Károly építtetett néhány utat, és a római utakat is helyreállíttatta, utódai azonban a fenntartást elhanyagolták. Az egész középkor, sőt még az újkor is a 17. század közepéig, egyáltalában nem kedvezett az utaknak. Ennek három oka volt: az egyik, hogy a római kor alapvető fegyverneme a légió, vagyis a gyalogság volt, a középkorban viszont a lovasság, amelynek az utakra nem volt szüksége; a másik ok, hogy a rómaiak számára rendelkezésre állt az olcsó munkaerő (a rabszolgák, és békeidőben a légiók is); a harmadik ok az akkori társadalom volt, ugyanis a középkor szegény, sokszor röghöz kötött jobbágyainak világában luxus volt az utazás, ami nagy veszélyeket is rejtett magában, a hadseregen kívül lényegében csak nemesek és zarándokok utaztak, ők is csak alkalmanként, ezért nem mutatkozott tömegigény a jó minőségű úthálózatokra. Mindezek miatt az utak állapota ezekben az évszázadokban jelentősen leromlottak.

### Újkor
A polgárság megerősödése – az ipar, a kereskedelem, az utazási igény fejlődése – az útépítés újjászületését jelenti, sok egyéb dolog mellett ennek a technológiai fejlődése is ekkor indult el.
A 17. század óta, különösen Franciaországban kezdtek a műutakra gondot fordítani, azonban ezek az ún. királyi utak egészen 1775-ig rossz állapotban voltak. A királyi utak rendszerint 20–22 m szélességűek voltak, azonban ezeknek csak mintegy 4–5 m szélességű középső része volt úgy-ahogy kikövezve.
A modern útépítés atyja, Pierre Trésaguet útépítészeti új rendszerét kezdte alkalmazni. Bevezette az ún. rakott kő alapú korszerű útpályaszerkezetet. Útjai 5,5 m szélesek, 35–40 cm vastagok, tehát lényegesen kisebb az anyagigényük az egykori római utakéhoz képest. Megfelelően víztelenített földműre legalsó rétegként csúcsaival felfelé álló terméskövekből alapot helyeztek el, amelynek hézagait megfelelő méretű és mennyiségű kiékelő zúzalékkal döngölték tele. Erre a felületre kb. 10–15 cm vastagságú zúzottkő került, amelyre újabb 5–10 cm vastagságú dióméretű zúzalékot terítettek. Tömörítését az elkészült útra engedett forgalom adta.
A fordulat John Loudon McAdam mérnökhöz fűződik, aki azt tapasztalta, hogy az utak állagára a legnagyobb befolyása a víztelenítésnek van. 1822-es újításának lényege: a nem túl termelékenyen előállítható alapozó terméskőgúlák helyett 15–20 cm-es vastagságban 8–10 cm méretű zúzottkövet alkalmazott, és mindegyik réteget hengerléssel tömörítette, ezt a mérnök után makadámútnak nevezték el.
Újítása óta az utak építésében gyökeres fordulat állt be, és a kormányzatok mindent elkövettek azért, hogy mind a hadászati, mind a közforgalmi érdekeknek megfelelő utakat építsenek.
Az útépítés művészi ábrázolása is megjelent, például Claude Joseph Vernet 1774-es festményén, ahol a korabeli útépítés minden fontosabb szereplője és mozzanata megjelenik.

### A motorizáció kezdetén
Az autózás elterjedése maga után vonta a jobb minőségű úthálózatok kiépítését is, amelyek általánosságban növelték az utazás komfortját és csökkentették annak idejét.
A 20. század elején a műutak legismertebb fajtái: 
- zúzott kőutak (makadám) alapzattal vagy anélkül;
- kőutak terméskővel, kockakővel, keramitkővel burkolva, ez utóbbiak vagy egyenes sorokban vagy halgerinc formában, vagy egyenesben, váltakozó keresztkötésekkel;
- aszfaltutak (öntött vagy pörkölt aszfaltból, vagy aszfalt-makadamból);
- fakocka-burkolatok stb.

1914-ben Budapesten a burkolt útfelületek nagysága:
| burkolattípus | kockakő | aszfalt | fakocka | keramit | makadám | összes |
| ------------- | ------- | ------- | ------- | ------- | ------- | ------ |
| felület [km²] | 2,243   | 0,534   | 0,105   | 0,377   | 1,868   | 5,127  |
A műutakhoz felhasznált anyagok a különböző országokban található nyersanyaghoz és az utak rendeltetéséhez képest különbözők, és vidékenként is változnak. A zúzott kőhöz kemény mészkő, meszes homokkő, bazalt, gránit, szienit, trachit, porfir stb. használatos, a kockákhoz gránit, közönséges és kvarcos trachit, keramit és kongó tégla. A legújabb időkben főleg aszfalt és beton képezi az utak elsődleges anyagát, de városi utcák és terek burkolásához különböző térköveket is használnak. A fakocka hamar megmutatta, hogy hosszú távon nem állja az időjárás viszontagságait, ezért ez a burkolatfajta gyorsan ki is kopott a használatból.

## Az utak mai csoportosítása

### Tulajdoni forma szerint
vannak 
- közutak és
- magánutak.

### Kivitelezés alapján
megkülönböztethető: 
- kiépítetlen földút,
- makadámút,

valamint 
- – a ma szinte kizárólagos értelemben használt – gépjárműforgalom lebonyolítására szolgáló, pormentes burkolatú út, amely földmunkára, hídra épített aszfaltút vagy betonanyagú, többrétegű teherhordó szerkezet; ez kétirányú járműforgalom esetén ≈7 m szélességű (útépítés).

### Forgalmi szempontból
megkülönböztetnek 
- gyorsforgalmi utakat (autóút, autópálya),
- főutakat (első- és másodrendű főút) és
- mellékutakat (összekötő út, bekötőút, állomáshoz vezető út, egyéb út).

A forgalmi sávok száma 
- gyorsforgalmi utaknál: 2 × 2, illetve 2 × 3, esetleg több sáv,
- fő- és mellékutaknál: 2 × 1 sáv.

E kategorizálás alapján határozzák meg a megengedett sebességet, esetenként a megengedett tengelyterhelést is.

### A használat szempontjából
osztályozva az utakat: vannak 
- korlátlanul használható,
- engedélyhez kötötten használható,
- díjmentes,
- díjfizetéses

utak. Ezek az ismérvek kombinálódhatnak is.

### Közlekedésrendészeti értelemben
megkülönböztetnek 
- belterületi és
- külterületi

utakat.

## Az utak fontosabb részei
Településeken kívül: 
- a forgalmat viselő útpályaszerkezet,
- a leállást megkönnyítő, a forgalombiztonságot növelő 1–1,5 m széles útpadka és a rajtuk elhelyezett forgalomtechnikai jelzések (jelzőtáblák, útburkolati jelek).

Településeken belül 
- az útpálya rendszerint járdák között vezet,
- a járműforgalomhoz gyalogosok és kerékpárosok is – esetleg elkülönített pályán – társulnak.